# Justice procédurale
La justice procédurale est l'idée d'équité dans les processus utilisés pour résoudre des conflits ou allouer des ressources . La justice procédurale est un concept abordé en philosophie, mais qui est aussi étudié empiriquement en psychologie sociale, sociologie et psychologie organisationnelle ,.

## Définitions
La justice procédurale concerne l'équité et la transparence des processus par lesquels les décisions sont prises.

### Chez John Rawls
Dans Théorie de la Justice, le philosophe John Rawls distingue trois conceptions de la justice procédurale:
1. La justice procédurale parfaite a deux caractéristiques: (1) un critère indépendant pour déterminer ce qui constitue un résultat équitable ou juste de la procédure, et (2) une procédure qui garantit que ce résultat équitable sera atteint.
2. La justice procédurale imparfaite partage la première caractéristique de la justice procédurale parfaite - il existe un critère indépendant pour juger l'équité du résultat - mais aucune méthode ne garantit que ce résultat sera atteint.
3. La justice procédurale pure désigne les situations dans lesquelles il n'y a pas de critère pour ce qui constitue un résultat juste sinon la procédure en elle-même.

### Justice procédurale objective et subjective
La justice procédurale subjective désigne la perception ou l'évaluation de la nature juste ou non d'un processus de décision. La perception subjective de la justice procédurale comprend des composantes cognitives, affectives, et comportementales. La mesure de cette perception subjective est une approche courante en sciences sociales.

### Relation à d'autres concepts de justice
Les composantes de la justice perçue sont complexes et ne font pas l'objet d'un consensus
La justice procédurale concerne la nature du processus de décision, elle se distingue donc de la justice distributive qui désigne l'équité des résultats de ces décisions (répartition des droits ou des ressources), ou encore de la justice rétributive (équité dans la punition des torts).
L'audition de toutes les parties avant qu'une décision ne soit prise est une étape qui serait considérée comme appropriée pour qu'un processus puisse alors être qualifié d'équité procédurale. Certaines théories de la justice procédurale soutiennent qu'une procédure équitable conduit à des résultats équitables, même si les exigences de la justice distributive ou réparatrice ne sont pas satisfaites.
La justice procédurale est parfois considérée comme un sous-composant de la justice organisationnelle.

### Différences culturelles
Les différences culturelles peuvent influencer la manière dont est perçue la justice procédurale.

## Modèles théoriques
La théorie de la justice procédurale est controversée, avec une variété de points de vue sur ce qui rend une procédure équitable. Traditionnellement, ces points de vue ont tendance à se diviser en trois grandes familles, que l'on peut appeler le modèle de résultats, le modèle d'équilibrage et le modèle de participation.[réf. nécessaire]
Les modèles théoriques cherchent à identifier quels sont les facteurs qui influencent la perception de la justice procédurale, et quels sont les effets de cette dernière.

### Modèles instrumentaux
Les approches instrumentales de la justice procédurale se basent sur l'idée que les individus sont favorables à la justice procédurale car ils pensent que des procédures justes mènent à des résultats justes. Ces modèles partent donc du principe que les personnes n'accordent pas intrinsèquement de valeur à la justice de la procédure, mais seulement en relation avec l'équité dans les résultats auxquels elles aboutissent.
Le modèle de contrôle du processus proposé par John Thibaut et Laurens Walker postule que le degré de justice perçu par les personnes dépend du contrôle que les participants au conflit ont sur la procédure de décision. Ils suggèrent également que les personnes préfèrent les procédures qui génèrent un résultat favorable pour elles-mêmes. Par contre, un résultat favorable ou défavorable n'a pas une incidence sur leur perception d'équité du procès. Est-ce qu'ils ont été écoutés, traités avec du respect et de la dignité humaine sont des critères plus importants que le résultat du procès. https://www.researchgate.net/publication/254588279_Procedural_Justice_A_Psychological_Analysis_By_John_Thibaut_and_Laurens_Walker
Le respect de principes de justice procédurale a aussi été identifié comme un moyen de construire la confiance nécessaire à la stabilité des relations sociales et des organisations .

### Modèle de la valeur du groupe
Des modèles ont également été proposés pour comprendre les fondements psychologiques de la justice. L'un des plus récents de ces modèles est le modèle d'engagement du groupe. Le modèle d'engagement de groupe (GEM), conçu par Tom R. Tyler et Steven L. Blader, incorpore des théories psychologiques antérieures pour expliquer les processus psychologiques sous-jacents de la justice procédurale. Basé sur la théorie de l'identité sociale et les modèles relationnels de justice procédurale, ce modèle suggère que le processus de justice procédurale d'un groupe influence la manière donc les membres vont s'identifier à ce groupe, ce qui influencera ensuite leur type d'engagement au sein du groupe.
De plus, les recherches de Tom R. Tyler et de ses collègues ont révélé que donner une voix aux membres mécontents d'un groupe, qu'elle soit instrumentale (qui affecte le processus de prise de décision) ou non instrumentale (qui n'a aucune influence sur le processus décisionnel) est parfois suffisant pour qu'un processus soit considéré comme équitable.,

### Modèle d'équilibre
Certaines procédures sont coûteuses. L'idée du modèle d'équilibrage est qu'une procédure équitable est celle qui reflète un juste équilibre entre les coûts de la procédure et les avantages qu'elle produit. Ronald Dworkin soutenu qu'une procédure correctement équilibrée est celle qui valorise les droits des gens et traite les personnes également.

### Modèle de participation
L'idée du modèle de participation est qu'une procédure équitable est une procédure qui donne à ceux qui sont concernés par la possibilité de participer à la prise de décision. Dans le contexte d'un procès, par exemple, le modèle de participation exigerait que le défendeur ait la possibilité d'être présent au procès, de présenter des éléments de preuve, de contre-interroger des témoins, etc.[réf. nécessaire]

### La justice comme heuristique
La théorie de la justice heuristique part du principe que les individus craignent d'être exploités lorsqu'ils sont en position de subordonnés et doivent donc évaluer si leur supérieur est digne de confiance. Cette théorie propose que les individus se servent de la justice procédurale pour évaluer si une personne est digne de confiance. Les jugements concernant l'équité d'une décision peuvent aussi se reposer sur la procédure plutôt que sur le résultat lorsque le résultat est inconnu (par exemple les niveaux de salaires dans une entreprise).

## Applications

### Dans les organisations
Dans la recherche en science sociale, les effets de la justice procédurale sont étudiés dans divers contextes comme la conduite du changement ou la gestion des ressources humaines (recrutement, politique salariale...).
Parmi les facteurs menant à une évaluation positive de la justice procédurale perçue se trouvent : la possibilité de s'exprimer ("voice"), la qualité des relations (justice interactionnelle), les explications disponibles concernant la décision (justice informationnelle), les caractéristiques de la décision (importance, degré de contrôle sur la décision...), la proximité avec la personne qui subit la décision (identité sociale commune)...
Concernant les conséquences d'une perception positive de la justice procédurale, la recherche tend à montrer qu'elle améliore l'attitude envers l'organisation dans laquelle se prennent les décisions. La justice procédurale perçue influence positivement la confiance, l'engagement envers l'organisation, la proactivité au travail... Mais aurait également un rôle pour prévenir les comportements négatifs comme le vol.

### Dans le droit et les procédures judiciaires
Un des aspects de la justice procédurale est lié aux discussions sur l'administration de la justice et les procédures judiciaires. Ce sens de la justice procédurale est lié au droit à un procès équitable (États-Unis), à la justice fondamentale (Canada), à l'équité procédurale (Australie) et à la justice naturelle (autres juridictions de common law).
L'idée de justice procédurale est particulièrement influente dans le droit. Dans la constitution des États-Unis, par exemple, le souci de justice procédurale se reflète dans le principe de droit à un procès équitable. Dans d'autres pays de common law, cette même idée est parfois appelée justice naturelle .[réf. nécessaire]
La justice naturelle se intègre généralement à la fois des entités publiques et privées, alors que le concept de droit à un procès équitable aux Etats-Unis ne s'applique qu'aux acteurs étatiques.[réf. nécessaire]

### Dans l'action policière
L'un des contexte d'étude de la justice procédurale est l'interaction entre police et citoyens. La revue de 28 études a montré que les actions de la police sont perçues comme plus satisfaisantes et plus légitimes par les citoyens lorsque des principes de justice procédurale ont été respectés. Ce constat peut être en divergence avec la vision de certains responsables de police qui considèrent que la légitimité des forces de l'ordre provient de sa capacité effective à contrôler la criminalité. La synthèse de 18 études sur les prises de décisions au sein de commissariats de police montrent également que, selon les employés, la justice mise en œuvre dans les procédures est aussi importante, voire plus importante que les résultats de celles-ci.

## Voir également
- Justice distributive
- Justice interactionnelle
- Justice organisationnelle
- Paradoxe de la récupération de service